# Всетін (хокейний клуб)
ВХК «Всетін» (чеськ. VHK Vsetín) — хокейний клуб з м. Всетін, Чехія. Заснований у 1904 році як «СК Всетін», у 1906—1933 — БК «Всетін», у 1933—1968 роках — «Сокол», у 1968—1994 — «Збройовка», у 1994—1995 — «Дадак», 1995—1998 — «Петра», 1998—2001 — «Словнафт». Виступає у чемпіонаті 2. Ліги. Домашні ігри команда проводить у Зимовому стадіоні «На Лапачі» (5,400). Офіційні кольори клубу зелений і жовтий.
Чемпіон Чехії (1995, 1996, 1997, 1998, 1999, 2001), срібний призер (2000). Бронзовий призер Євроліги (1998).
Найсильніші гравці різних років: 
- воротарі: Роман Чехманек;
- захисники: Антонін Став'яна, Їржі Вебер, Олексій Яшкін;
- нападаники: Ростіслав Влах, Їржі Допіта, Томаш Капуста, Йозеф Беранек, Томаш Сршень, Радек Белоглав, Ото Гашчак.